# Ibn Muqana
Ibn Muqana, también conocido como Ibn Mucana (del árabe: أبو زيد عبد الرحمن بن مقانا [Abū Zaid ʿAbd ar-Raḥmān b. Muqānā]), es un poeta hispanoárabe que vivió en el siglo XI en el territorio de la actual Portugal. Fue uno de los referentes de la poesía árabe en los reinos de taifas, que alcanzó su máximo esplendor en el año 1042.
Nació en Qabdaq, actual Alcabideche, Distrito de Lisboa, en una fecha desconocida del siglo XI. Que en aquel entonces pertenecía a la Taifa de Badajoz.
Según el historiador argelino Al Maqqari, se puede identificar en una de sus obras a Idrís II ibn Yahya, quien fuera emir hammudí de la Taifa de Málaga hasta su derrocamiento en el año 1046. De la misma se deduce que estaba a su servicio. Entre sus obras se encuentran referencias al amor romántico, alusiones al ajedrez y se le atribuye la referencia más antigua conocida a un molino de viento en el territorio de la actual Portugal.
Tras retirarse de la corte abadí en Granada, regresó a su tierra natal donde se convirtió en granjero. Allí continuó componiendo poesías hasta una edad avanzada. Se desconoce su año de fallecimiento, pero se sabe que fue sostenido económicamente por Al-Muzáffar, hasta la muerte de este último en 1068. En ese entonces, Ibn Muqana ya era un anciano y se encontraba sordo.

## Rimas
El rocío gotea en el narciso, como lágrimas que resbalan de los párpados.
Las Pléyades descienden de su horizonte como un ramo de jazmín en flor.

Ya lució para mi el primer claror del alba:
dame a beber vino antes que el almuédano entone su ¡Alá es grande!